# Orlec
Orlec je vas na hrvaškem otoku Cres, ki upravno spada pod mesto Cres; le-ta pa spada pod Primorsko-goransko županijo. Od glavne ceste Cres-Osor je v bližini odcepa proti Valunu oddaljena okrog 2 km. Orlec je danes največja naseljena vas na Cresu. Ime naj bi dobila po orlih, ali bolje, jastrebih (gyps fulvus), ki jih je mogoče videti v severnih, hribovitih predelih Cresa.
Prebivalci vasi so se v preteklosti ukvarjali večinoma z ovčerejo. Danes so mnogi predeli v okolici Orleca poraščeni z makijo, ki prerašča številne pastirske stane, pa tudi oddaljene cerkvice: Sv. Ivan, Sv. Mihovil in Sv. Šimun, zgrajene med 12. in 13. stoletjem. Preden se je razvil v vas, je bil tudi Orlec lokacija peščice pastirskih stanov. Hiše so zgrajene ob kraški vrtači. V vasi stoji župnijska cerkev Sv. Antuna (Antona Puščavnika) iz 16. stoletja. Cerkev je bila razširjena v 18. stoletju, končno podobo pa je dobila med letoma 1909 in 1911. Zidne poslikave so delo slovenskega slikarja Toneta Kralja (1957/58). Nad oltarjem je Poklon pastirjev. Prinašalci darov in častilci so v narodnih nošah in imajo portretne poteze. Oltar Sv. Antona je bil v cerkev prepeljan iz creske frančiškanske cerkve v začetku 18. stoletja. Posvetna zanimivost cerkve je latinski napis v kotu na zunanji steni: »Homo, noli hic mingere nec immundari« (Človek, tukaj ne opravljaj ne male, ne velike potrebe).
V Orlecu se je ohranil običaj oblačenja v značilno narodno nošo, ki se je nekoč razlikovala od vasi do vasi. Na cresko-lošinjskem območju se je najdlje ohranila le še v Nerezinah in na otoku Susak.

## Demografija
| Pregled števila prebivalcev po letih | Pregled števila prebivalcev po letih | Pregled števila prebivalcev po letih | Pregled števila prebivalcev po letih | Pregled števila prebivalcev po letih | Pregled števila prebivalcev po letih | Pregled števila prebivalcev po letih | Pregled števila prebivalcev po letih | Pregled števila prebivalcev po letih | Pregled števila prebivalcev po letih | Pregled števila prebivalcev po letih | Pregled števila prebivalcev po letih | Pregled števila prebivalcev po letih | Pregled števila prebivalcev po letih | Pregled števila prebivalcev po letih |
| ------------------------------------ | ------------------------------------ | ------------------------------------ | ------------------------------------ | ------------------------------------ | ------------------------------------ | ------------------------------------ | ------------------------------------ | ------------------------------------ | ------------------------------------ | ------------------------------------ | ------------------------------------ | ------------------------------------ | ------------------------------------ | ------------------------------------ |
| 1857                                 | 1869                                 | 1880                                 | 1890                                 | 1900                                 | 1910                                 | 1921                                 | 1931                                 | 1948                                 | 1953                                 | 1961                                 | 1971                                 | 1981                                 | 1991                                 | 2001                                 |
| 305                                  | 307                                  | 313                                  | 334                                  | 356                                  | 381                                  | 449                                  | 453                                  | 425                                  | 400                                  | 382                                  | 309                                  | 241                                  | 148                                  | 122                                  |